# シャープ郡 (アーカンソー州)
シャープ郡（英: Sharp County）は、アメリカ合衆国アーカンソー州の北部に位置する郡である。2010年国勢調査での人口は17,264人であり、2000年の17,119人から0.8％増加した。郡庁所在地はアッシュフラット市（人口1,082人）であり、同郡で人口最大の都市はチェロキービレッジ市（人口4,671人）である。シャープ郡は1868年7月18日に設立され、郡名は地域選出の州議会議員エフレイム・シャープに因んで名付けられた。アルコールの販売が禁止される禁酒郡である。
1972年から1978年までジョセフ・H・ウェストンによって発行されていた新聞「シャープ・シティズン」がアーカンソー州の名誉毀損法を変更させることになった。

## 地理
アメリカ合衆国国勢調査局に拠れば、郡域全面積は606.35平方マイル (1,570.4 km2)であり、このうち陸地604.35平方マイル (1,565.3 km2)、水域は1.99平方マイル (5.2 km2)で水域率は0.33％である。

### 主要高規格道路
- アメリカ国道62号線
- アメリカ国道63号線
- アメリカ国道167号線
- アメリカ国道412号線
- アーカンソー州道56号線
- アーカンソー州道58号線
- アーカンソー州道175号線

### 隣接する郡
- オレゴン郡 (ミズーリ州) - 北
- ランドルフ郡 - 北東
- ローレンス郡 - 南東
- インディペンデンス郡 - 南
- イザード郡 - 南西
- フルトン郡 - 北西

## 人口動態

人口ピラミッド

以下は2000年の国勢調査による人口統計データである。
| 基礎データ - 人口: 17,119人 - 世帯数: 7,211 世帯 - 家族数: 5,141 家族 - 人口密度: 11人/km2（28人/mi2） - 住居数: 9,342軒 - 住居密度: 6軒/km2（16軒/mi2） 人種別人口構成 - 白人: 97.14% - アフリカン・アメリカン: 0.49% - ネイティブ・アメリカン: 0.68% - アジア人: 0.12% - 太平洋諸島系: 0.02% - その他の人種: 0.16% - 混血: 1.39% - ヒスパニック・ラテン系: 0.98% 年齢別人口構成 - 18歳未満: 21.9% - 18-24歳: 6.3% - 25-44歳: 22.8% - 45-64歳: 25.5% - 65歳以上: 23.6% - 年齢の中央値: 44歳 - 性比（女性100人あたり男性の人口） - 総人口: 92.4 - 18歳以上: 90.2 | 世帯と家族（対世帯数） - 18歳未満の子供がいる: 25.8% - 結婚・同居している夫婦: 59.9% - 未婚・離婚・死別女性が世帯主: 8.1% - 非家族世帯: 28.7% - 単身世帯: 25.6% - 65歳以上の老人1人暮らし: 14.4% - 平均構成人数 - 世帯: 2.34人 - 家族: 2.79人 収入と家計 - 収入の中央値 - 世帯: 25,152米ドル - 家族: 29,6916米ドル - 性別 - 男性: 23,329米ドル - 女性: 16,884米ドル - 人口1人あたり収入: 14,143米ドル - 貧困線以下 - 対人口: 18.2% - 対家族数: 13.2% - 18歳未満: 25.4% - 65歳以上: 13.2% |

## 都市と町
| 都市 - アッシュフラット - 郡庁所在地 - ケイブシティ - チェロキービレッジ - ハーディ - ハイランド - ホースシューベンド | 町 - イブニングシェイド - シドニー - ウィリフォード | 未編入地域 - ポーキープシー - オザークエイカーズ |  |

## 郡区
アーカンソー州の郡はさらに郡区に小区分されている。各郡区には未編入領域と、編入済み自治体がある。現代の郡区にはその維持目的が限られたものになっている。アメリカ合衆国国勢調査局は郡区を元に人口を集計している。また系図調査など歴史的な目的には価値がある。1つ以上の郡区に入っている町や都市は統計調査に基づいて扱われる。シャープ郡の郡区は下記リストの23区であり、その中に含まれる町や都市を括弧書きしている。
- ビッグクリーク
- ケイブ（ケイブシティ）
- チェロキー（チェロキービレッジの大半、ハイランドの小部分）
- ダビッドソン
- イーストサリバン
- ハーディ（ハーディの大半）
- ハイランド（ハイランドの大半）
- ジャクソン（ウィリフォード）
- レイブクリーク
- ローワーノース
- モーガン
- ノースビッグロック
- ノースレバノン
- オザーク
- パイニーフォーク（イブニングシェイド）
- リッチウッズ
- スコット
- サウスビッグロック
- サウスユニオン
- ストロベリー
- アッパーノース
- ワシントン
- ウェストサリバン（シドニーの大半）